# Bianor (poet)
Bianor a fost un poet grec clasic târziu din Bitinia, autorul a 21 de epigrame în Antologia greacă, a trăit sub împărați Augustus și Tiberius. Epigramele sale au fost incluse de Filip din Tesalonic în colecția sa.